# Common Intermediate Language
A Common Intermediate Language (ou CIL) é uma linguagem de programação de baixo nível do ambiente de programação da Microsoft. O código de mais alto nível do ambiente .NET Framework é compilado em código CIL, que é assemblado em código chamado bytecode. CIL é um código orientado a objeto e executado por uma máquina virtual.
A CIL tinha inicialmente o nome de Microsoft Intermediate Language (ou MSIL), na época das versões beta da linguagem .NET. Depois da standarização do C Sharp e da CLI, o bytecode foi oficialmente referenciado sob a designação de CIL. Os utilizadores mais antigos da tecnologia continuam no entanto a utilizar o termo MSIL.